# 子模
设M是左R-模,N是M的一个非空子集。我们说N是M的一个左-R子模，若N是M的子群，且对任意r∈R，n∈N，都有rn∈N。
相应的，对M是右R-模，说N是M的一个右R-子模，若N是M的子群，且对任意r∈R，n∈N，都有nr∈N。
一个给定的模M的子模N1，N2，N3，两个二元运算，+，∩，满足格的模律，且子模N1是N2子集，则：
(N1 + N3) ∩ N2 = N1 + (N3 ∩ N2).